# Раирана малка риба
Раираните малки риби (Cynoscion striatus) са вид актиноптери от семейство Минокопови (Sciaenidae).
Таксонът е описан за пръв път от Жорж Кювие през 1829 година.